# 何健 (1957年)
何健（1957年—）。汉族，四川万源人。加入中国共产党。四川省工商管理学院工商管理专业毕业。中华人民共和国政治人物。

## 生平
何健早年担任达州市人民政府市长，2012年10月，任四川省住房和城乡建设厅厅长，直到2018年卸任。
2013年，当选第十二届全国人民代表大会四川地区代表，任期5年。
2023年9月，何健因为涉嫌严重违纪违法，接受四川省纪委监委纪律审查和监察调查。